# 영혜옹주
영혜옹주(永惠翁主, 1858년 ~ 1872년 7월 4일)는 조선 후기 왕족으로 철종과 그 후궁 숙의 범씨의 딸이다.

## 생애
철종은 슬하에 5남 6녀를 두었으나 모두 요절하고, 영혜옹주만이 유일하게 장성한 자녀이다.
영혜옹주는 1863년 철종이 죽은 후엔 어머니와 함께 궁궐 밖에서 살았다. 처음에는 영숙옹주(永淑翁主)에 봉해졌으며, 1866년 영혜옹주로 바뀌었다. 1872년(고종 9) 4월 13일 전 도사 박원양(朴元陽)의 아들 박영효와 혼인하였으나, 3개월만인 7월 4일에 죽어서 후손을 얻지 못하였다. 고종은 박영효에게 집 한 채를 내리고 정1품 종친의 예로 녹봉을 주었다.

## 가족 관계
왕가(王家 : 전주 이씨)
- 조부 : 전계대원군 이광(全溪大院君 李㼅, 1785~1841)
- 조모 : 용성부대부인 용담 염씨(龍城府大夫人 龍潭 廉氏)
  - 아버지 : 제25대 철종장황제(哲宗章皇帝, 1831~1864, 재위 1849~1864)
- 외조부 : 통정 범원식(通政 范元植)
  - 어머니 : 숙의 나주 범씨(淑儀 羅州 范氏, 1838~1883)

시가 반남 박씨(潘南 朴氏)
- 조부 : 박제당(朴齊堂, 1784~1858)
- 조모 : 이집성의 딸 연안 이씨(延安李氏, 1783~1818)
  - 시아버지 : 공조판서 증 영의정 정간공 박원양(工曹判書 贈 領議政 貞簡公 朴元陽, 1804~1884)
  - 시어머니 : 이달태의 딸 전주 이씨(全州 李氏, 1802~ ?)
    - 남편 : 금릉위 박영효(錦陵尉 朴泳孝, 1861~1939)

## 참고 자료
- 「한권으로 읽는 조선왕조실록」, 철종의 가족들, 박영규 저, 웅진닷컴(2004년, 483p)